# Bilenschtschyna
Bilenschtschyna (ukrainisch Біленщина; russisch Беленщина Belenschtschina) ist ein Dorf im Westen der ukrainischen Oblast Dnipropetrowsk mit etwa 210 Einwohnern (2012). Zeitweise hieß das Dorf Molotowe (ukrainisch: Молотове).

## Geographie
Die Ortschaft liegt im Norden des Rajon Kamjanske und grenzt im Norden an den zur Oblast Kirowohrad gehörenden Rajon Oleksandrija. Die Siedlung städtischen Typs Lychiwka liegt 12 km südöstlich des Dorfes, das ehemalige Rajonzentrum Pjatychatky 57 km südlich von Bilenschtschyna.

## Verwaltungsgliederung
Am 12. Juni 2020 wurde das Dorf ein Teil der Siedlungsgemeinde Lychiwka, bis dahin bildete es zusammen mit den Dörfern Kateryniwka (ukrainisch Катеринівка), Lypowe (ukrainisch Липове), Mychailiwka (ukrainisch Михайлівка), Oleksandro-Hryhoriwka (ukrainisch Олександро-Григорівка), Ploske (ukrainisch Плоске), Plosko-Taraniwka (ukrainisch Плоско-Таранівка) und Werchnjokamjanysta (ukrainisch Верхньокам'яниста) die gleichnamige Landratsgemeinde Bilenschtschyna (Біленщинська сільська рада/Bilenschtschynska silska rada) im Norden des Rajons Pjatychatky.
Am 17. Juli 2020 kam es im Zuge einer großen Rajonsreform zum Anschluss des Rajonsgebietes an den Rajon Kamjanske.

## Bevölkerungsentwicklung
| 2001 | 2008 | 2009 | 2010 | 2011 | 2012 |
| ---- | ---- | ---- | ---- | ---- | ---- |
| 254  | 207  | 206  | 202  | 202  | 213  |